# الحب يخمر في القدر الإفريقي (فلم)
الحب يخمر في القدر الأفريقي (بالإنجليزية: Love Brewed in the African Pot)، هُو فيلم دراما رومانسية غاني صدر سنة 1980 وأخرجه كواو أنساه.

## وصلات خارجية
- مقالات تستعمل روابط فنية بلا صلة مع ويكي بيانات